# 沙汰人
沙汰人（さたにん）は、中世・近世の日本において、指示命令や処置判決・貢納などの執行にあたった者の総称。

## 概要
「沙汰人」という言葉は広い意味で用いられており、以下の例はその典型例を挙げたものである。
まず、軍事行動の一環としての追捕や治安維持活動にあたった者を指した例である。治承の乱においては、平家追討のために源範頼が追討使として西国方面に派遣されていたが、戦後の鎌倉への帰還の際に残党の追捕や平家没官領の管理のために沙汰人を残留させている。
次に、中世の裁判において、奉行人など裁判を指揮・遂行した者を指す例がある。
また、中世の寺院においては、法会・衆会の世話人を務める僧侶を指す例もある。
更に荘園においては下司・公文などの在地の荘官、あるいは在地の有力者で荘官の職務を代行する者を指す場合があり、「沙汰人職」と呼ばれる独自の所職が成立した例（若狭国太良荘）もあった。
最後に荘官あるいはその代行者としての沙汰人から派生したもので、その勧農・徴税・治安維持の役割を担いつつ、惣村における（領主的存在ではない）指導層の1人として「乙名」「殿原」「年寄」「古老」などと称された人々も沙汰人と称された。